# Kalle Päätalo
Kaarlo Alvar Päätalo dit Kalle Päätalo (né le 11 novembre 1919 à Taivalkoski - mort le 20 novembre 2000 à Tampere) est un écrivain finlandais,. 

## Œuvre

### Série Koillismaa
- Koillismaa (1960)
- Selkosen kansaa (1962)
- Myrsky Koillismaassa (1963)
- Myrskyn jälkeen (1965)
- Mustan lumen talvi (1969)

### Série Iijoki
- Huonemiehen poika (1971)
- Tammettu virta (1972)
- Kunnan jauhot (1973)
- Täysi tuntiraha (1974)
- Nuoruuden savotat (1975)
- Loimujen aikaan (1976)
- Ahdistettu maa (1977)
- Miinoitettu rauha (1978)
- Ukkosen ääni (1979)
- Liekkejä laulumailla (1980)
- Tuulessa ja tuiskussa (1981)
- Tammerkosken sillalla (1982)
- Pohjalta ponnistaen (1983)
- Nuorikkoa näyttämässä (1984)
- Nouseva maa (1985)
- Ratkaisujen aika (1986)
- Pyynikin rinteessä (1987)
- Reissutyössä (1988)
- Oman katon alle (1989)
- Iijoen kutsu (1990)
- Muuttunut selkonen (1991)
- Epätietoisuuden talvi (1992)
- Iijoelta etelään (1993)
- Pato murtuu (1994)
- Hyvästi, Iijoki (1995)
- Pölhökanto Iijoen törmässä (1998)

### autres
- Ihmisiä telineillä (1958)
- Ennen ruskaa (1964)
- Koillismaa kuvina (1964, kuvat: Reino Rinne)
- Viimeinen savotta (1966)
- Nälkämäki (1967)
- Kairankävijä (1968)
- Höylin miehen syksy (1970)
- Susipari (1971)
- Reissumies ja ämmänlänget / Ankara maa (1976 Kalle Päätalo, Annikki Kariniemi)
- Kalle Päätalo – Elämän vonkamies (Kalle Päätalo, Mikko Niskanen, Martti Kainulainen / Kirjayhtymä, 1986)
- Joulumuisto (Anni Polva, Laila Hietamies, Kalle Päätalo / Gummerus, 1992)
- Sateenkaari pakenee (1996)
- Juoksuhautojen jälkeen (1997)
- Mustan Lumperin raito (1999)
- Selkosten viljastaja (2000)
- Kannaksen lomajuna (2001)
- Vikke Nilon tarina (2002)
- Isäni Hermanni (2003)
- Riitun poika (2004)
- Ihmisiä Iijoen törmällä (2005)
- Montuissa ja tellingeillä (2006)
- Linjoilla ja linjojen takana (2007)

## Récompenses et distinctions
- Prix littéraire de la ville de Tampere, 1958, 1962, 1966, 1972, 1974, 1981, 1985, 1990
- Prix de la littérature de l'État finlandais, 1979
- Prix Kaarle, 1984
- Médaille Kiitos kirjasta, 1970
- Médaille Pro Finlandia, 1978
- Prix Kirjapöllö, 1991
- Prix Väinö Linna, 1999
- Prix Finlande, 1999